# Triplophysa microps
Triplophysa microps és una espècie de peix de la família dels balitòrids i de l'ordre dels cipriniformes.

## Morfologia
Els mascles poden assolir els 6,8 cm de longitud total.

## Distribució geogràfica
Es troba al Pakistan, l'Índia i la Xina.